# Kirk Bevins
Kirk Bevins (Warwickshire, 7 juni 1986) is een Engelse caller in de dartssport. Zijn bijnaam luidt The Kirkulator.

## Begin carrière
Bevins begon in 2010 als caller. Voordat hij op de universiteit zat, had Bevins nog nooit een professionele dartspeler van dichtbij gezien, maar toen hij Martin Atkins trof op een demonstratietoernooi, besloot hij als scheidsrechter aan het bord te gaan staan. Atkins dacht dat hij goed was en vroeg hem te callen voor Yorkshire. Bevins ging in op het aanbod. Vervolgens werd hij twee jaar vrijwilliger op de PDC Pro Tour als schrijver.

Hij nam begin 2013 het stokje over van Bruce Spendley bij de Professional Darts Corporation. Hij maakte zijn debuut als caller op de World Matchplay in Blackpool. Hij fungeerde daarvoor al een paar toernooien als schrijver op het podium om te wennen aan de lichten en de warmte op het podium.

## Trivia
- In 2009 werd Bevins kampioen bij de Engelse tv-show Countdown.[3]
- Bevins is wiskundeleraar geweest voordat hij caller werd.[4]
- Bevins is treinspotter in zijn vrije tijd.[5]

## Gecallde negendarters
| Datum             | Toernooi                     | Gegooid door:      | Gegooid tegen:     | Bron   |
| ----------------- | ---------------------------- | ------------------ | ------------------ | ------ |
| 15 oktober 2013   | Championship League of Darts | Michael van Gerwen | Terry Jenkins      | [ 6 ]  |
| 23 juli 2014      | World Matchplay              | Phil Taylor        | Michael Smith      | [ 7 ]  |
| 14 november 2014  | Grand Slam of Darts          | Kim Huybrechts     | Michael van Gerwen | [ 8 ]  |
| 24 maart 2019     | European Darts Open          | Michael van Gerwen | Mensur Suljović    | [ 9 ]  |
| 26 april 2019     | German Darts Open            | Steve Beaton       | Kirk Shepherd      | [ 10 ] |
| 29 oktober 2020   | European Darts Championship  | José de Sousa      | Jeffrey de Zwaan   | [ 11 ] |
| 17 december 2021  | PDC World Darts Championship | William Borland    | Bradley Brooks     | [ 12 ] |
| 18 december 2021  | PDC World Darts Championship | Darius Labanauskas | Mike De Decker     | [ 13 ] |
| 5 maart 2022      | UK Open                      | Michael Smith      | Mensur Suljović    | [ 14 ] |
| 3 januari 2023    | PDC World Darts Championship | Michael Smith      | Michael van Gerwen | [ 15 ] |
| 17 september 2023 | World Series of Darts Finals | Michael van Gerwen | Luke Humphries     |        |
| 24 september 2023 | Hungarian Darts Trophy       | Luke Humphries     | Dave Chisnall      |        |
| 13 november 2023  | Grand Slam of Darts          | Ryan Searle        | Nathan Rafferty    |        |
| 4 april 2024      | Premier League Darts         | Gerwyn Price       | Michael Smith      |        |